# Salemi
Salemi er en italiensk by (og kommune) i regionen Sicilien i Italien, med omkring 9.986(2023) indbyggere.  